# Pilar Manjón Gutiérrez
Pilar Manjón Gutiérrez (Plasència, província de Càceres, 1 d'agost de 1958) és la presidenta de l'Associació 11-M Afectats del Terrorisme.

## Biografia
Afiliada al sindicat Comissions Obreres des de 1978, és membre de l'Executiva de Madrid.
Pilar Manjón és la mare d'una de les víctimes de l'11-M, Daniel Paz Manjón, de 20 anys, estudiant de l'INEF, mort en el tren que explotà a El Pozo.

### Presidència de l'Associació 11-M Afectats del terrorisme
És l'actual presidenta de l'Associació 11-M Afectats del Terrorisme, des que al febrer de 2005 assumís el càrrec després de la dimissió de l'anterior presidenta i la constitució d'una gestora en el mes de novembre de 2004. Des de llavors, ha denunciat públicament l'ús que alguns polítics espanyols han fet dels atemptats i ha responsabilitzat al govern de José María Aznar l'11-M. En la seva opinió, així com en la de molts milions d'espanyols, els terroristes islàmics van escollir Madrid com a objectiu perquè el govern va donar suport a la guerra de l'Iraq un any abans.
Es va fer cèlebre per la seva participació en la Comissió d'investigació de l'11-M, que va commocionar Espanya. «Estic arribant a conclusions greus: crec que s'havia pogut fer alguna cosa per evitar els atemptats.» També ha demanat que no s'emetessin més imatges dels assassinats i ferits en aquell tràgic atemptat.

### El documentalUn llarg hivern
En 2010 va protagonitzar el documental Un largo invierno, del director Sebastián Arabia. S'hi denuncia l'estat precari de moltes de les víctimes dels atemptats de l'11 de març de 2004 a Madrid. El documental realitza una anàlisi dels sis anys transcorreguts des dels atemptats, on la teoria de la conspiració té un pes important en el seu argument. Manjón denuncia una campanya d'assetjament i enderrocament contra ella i els socis de l'associació (per la qual fins i tot la direcció general de la policia va haver d'assignar-li escortes) donada la gran quantitat d'amenaces de mort rebudes. Bé per paraules de Pilar Manjón, o bé per la veu en off que Arabia insereix en determinats moments de la pel·lícula, aquesta és molt crítica amb moltes de les actuacions i postures del PP davant l'11-M, així com amb el Govern de José María Aznar (al que acusa de ser el detonant dels atemptats) per la seva participació i suporto en la Guerra de l'Iraq. En alguns apartats, la pel·lícula també denuncia al Govern de Zapatero per abandonar a les víctimes de l'11-M.
La productora va exhibir el documental gratuïtament a internet durant quatre setmanes i, segons dades aportades per aquesta, el film va tenir més de 70.000 espectadors.

### Confrontació amb altres associacions de víctimes
L'11 de març del 2013, en el dia del record de les víctimes de l'Atemptat Terrorista de l'11M, Pilar Manjón va realitzar unes declaracions en les quals acusava al govern de reduir l'aportació econòmica a l'associació de víctimes que presideix un 28% i per contra, augmentar les ajudes a l'Associació de Víctimes del Terrorisme. També va criticar les retallades en sanitat i educació que, al seu judici està duent a terme el govern de Mariano Rajoy.

### Declaracions suposadament racistes
L'1 d'agost de 2014, a través del seu compte de Twitter, Pilar Manjón va criticar durament al President dels Estats Units, Barack Obama i a la seva esposa Michelle Obama, per, segons ella, no tractar de parar de forma ingent i contundent la campanya militar que Israel estava duent a terme a Gaza. Concretament va dir "Odio al negre de la Casa Blanca. Vull els meus nens assassinats a Gaza. Vull que la P de la seva dona retiri el vídeo de les nenes segrestades". El fet que usés les paraules "odio" i "negre" va generar una gran polèmica per ser interpretats com a racistes. L'esposa del president, Michelle Obama, també va ser criticada per la seva participació el campanya "Bring Back Our Girls", ja que, pel que sembla, Pilar considerava que existia una implícita hipocresia i complicitat entre defensar les noies segrestades per Boko Haram i callar davant els atacs a Gaza. En aquests moments Palestina superava la xifra de més de 1.400 morts i 8.000 ferits en vint-i-quatre dies de l'operació militar israeliana sobre la Franja de Gaza, denominada "Marge protector", sent qualificada per algunes fonts de genocidi i generant un ampli context de rebuig internacional a l'actuació de l'estat d'Israel.